# Bayerisches Landesamt für Denkmalpflege
Das Bayerische Landesamt für Denkmalpflege (BLfD) ist die zentrale staatliche Fachbehörde für Denkmalpflege in Bayern. Es ist zuständig sowohl für die Baudenkmalpflege als auch für die Bodendenkmalpflege bzw. Archäologie.

## Geschichte des Bayerischen Landesamtes für Denkmalpflege
Die Verfassung des Freistaates Bayern verpflichtet Staat, Gemeinden und Körperschaften des öffentlichen Rechts, die Kunst- und Geschichtsdenkmäler zu schützen und zu pflegen. Im Sinne dieses Verfassungsauftrags hat der Bayerische Landtag im Jahr 1973 das Bayerische Denkmalschutzgesetz erlassen. Die Geschichte des Bayerischen Landesamtes für Denkmalpflege, das sein Wirken heute auf dieses Gesetz stützt, reicht jedoch deutlich länger zurück.

### Vor 1900
Unter König Maximilian I. wurde 1808 der Umgang mit archäologischen Funden im Königreich Bayern erstmals geregelt, unter Ludwig I. setzte die Entwicklung der bayerischen Denkmalpflege als Institution ein: Er gründete 1835 die Generalinspection der plastischen Denkmale des Reiches. 1868 berief König Maximilian II. einen Generalconservator für die Denkmalpflege, der sein Amt in Personalunion mit der Direktion des 1855 gegründeten Bayerischen Nationalmuseums ausübte. Die Aufgaben der Generalsinspection waren der Schutz der Denkmäler, die wissenschaftliche Forschung und der Aufbau einer Vorbildersammlung für die Denkmalpflege – das alles betraf aber zunächst nur die Baudenkmalpflege. Erst 1889 wurde ein Conservatorium der Prähistorischen Sammlung des Staates eingerichtet um auch die Bodendenkmäler besser zu schützen.

### 20. und 21. Jahrhundert
Am 6. September 1908 unterschrieb Prinzregent Luitpold eine „Allerhöchste Verordnung“, mit der das Generalkonservatorium der Kunstdenkmale und Altertümer Bayerns aus dem Bayerischen Nationalmuseum herausgelöst und als eigene Behörde direkt dem Staatsministerium des Inneren unterstellt wurde. Die Behörde war für Boden- und Baudenkmäler zuständig. Der erste Generalkonservator war vom 1. November 1908 bis 1929 der Kunsthistoriker Georg Hager. Dieser war bereits lange Jahre in der Denkmalerfassung (Inventarisation) tätig, die damals der Arbeitsschwerpunkt der Behörde war. Die Ergebnisse der Denkmalerfassung liegen in dem großen Werk „Die Kunstdenkmäler von Bayern“ vor. In Hagers Amtszeit fiel 1917 die Umbenennung des Königlichen Generalkonservatoriums in Bayerisches Landesamt für Denkmalpflege (BLfD).
Die Bedingungen während des Dritten Reiches, des Zweiten Weltkriegs und der frühen Nachkriegszeit stellten besondere Herausforderungen an die Denkmalpflege. Die Bergung und Sicherung von Denkmälern und Kunstwerken waren in dieser Zeit die wichtigsten Aufgaben des BLfD. Die Inventarisation der Denkmäler, seine originäre Aufgabe, kam dagegen nahezu gänzlich zum Erliegen.
Am Ende des Zweiten Weltkrieges befand sich das BLfD in einem desolaten Zustand. Die geringen noch vorhandenen Kräfte wirkten bei der Sicherung der Trümmer und beim Wiederaufbau mit und leisteten so ihren Beitrag, die geschichtliche Kontinuität und Identität Bayerns durch den Neuaufbau der Monumentalbauten sichtbar in die Zukunft zu tragen. Mit der Bayerischen Verfassung von 1946 wurde dort – in Art. 141 – auch der Denkmalschutz verankert. Kontinuität drückte sich in der Person des Direktors Georg Lill aus, der das Landesamt von 1929 bis 1950 leitete. Wie Lill war auch sein Nachfolger von 1950 bis 1957, Joseph Maria Ritz, Kunsthistoriker. In seine Amtszeit fiel die Zusammenfassung der Bodendenkmalpflege in einer Abteilung mit zwei Außenstellen in Regensburg und Würzburg. Ritz setzte durch, dass sich die Amtsvorstände ab 1957 wieder Generalkonservatoren nennen konnten, nachdem der Titel 1929 abgeschafft worden war.
Die Zeit des Wirtschaftswunders brachte neue Gefahren für den Denkmalbestand. Der Wiederaufbau, der autogerechte Umbau der Städte, das Streben nach einem Haus im Grünen, die rasante Industrialisierung, der Strukturwandel der agrarischen Welt: All diese Veränderungen waren eine Bedrohung für die Denkmäler in den Städten und Dörfern. Heinrich Kreisel (1957–1963) straffte die Organisation des Amtes und führte eine radikale Abkehr von einer ästhetischen Denkmalpflege sowie das Ende des Typus des Künstlerkonservators herbei, in engem Schulterschluss mit dem Kunsthistoriker und Restaurator Johannes Taubert. Mit ihrem Hinweis auf die Bedeutung des naturwissenschaftlichen Befunds in der Restaurierung und der Betonung des materiellen Bestands haben Taubert und Kreisel dem BLfD den Weg in die Zukunft gewiesen. Im Bereich der Denkmalerfassung erkannte Kreisel die Probleme des überfrachteten, schleppend voranschreitenden und deshalb für die Praxis untauglichen klassischen Inventars und rief die Reihe der Kurzinventare ins Leben.

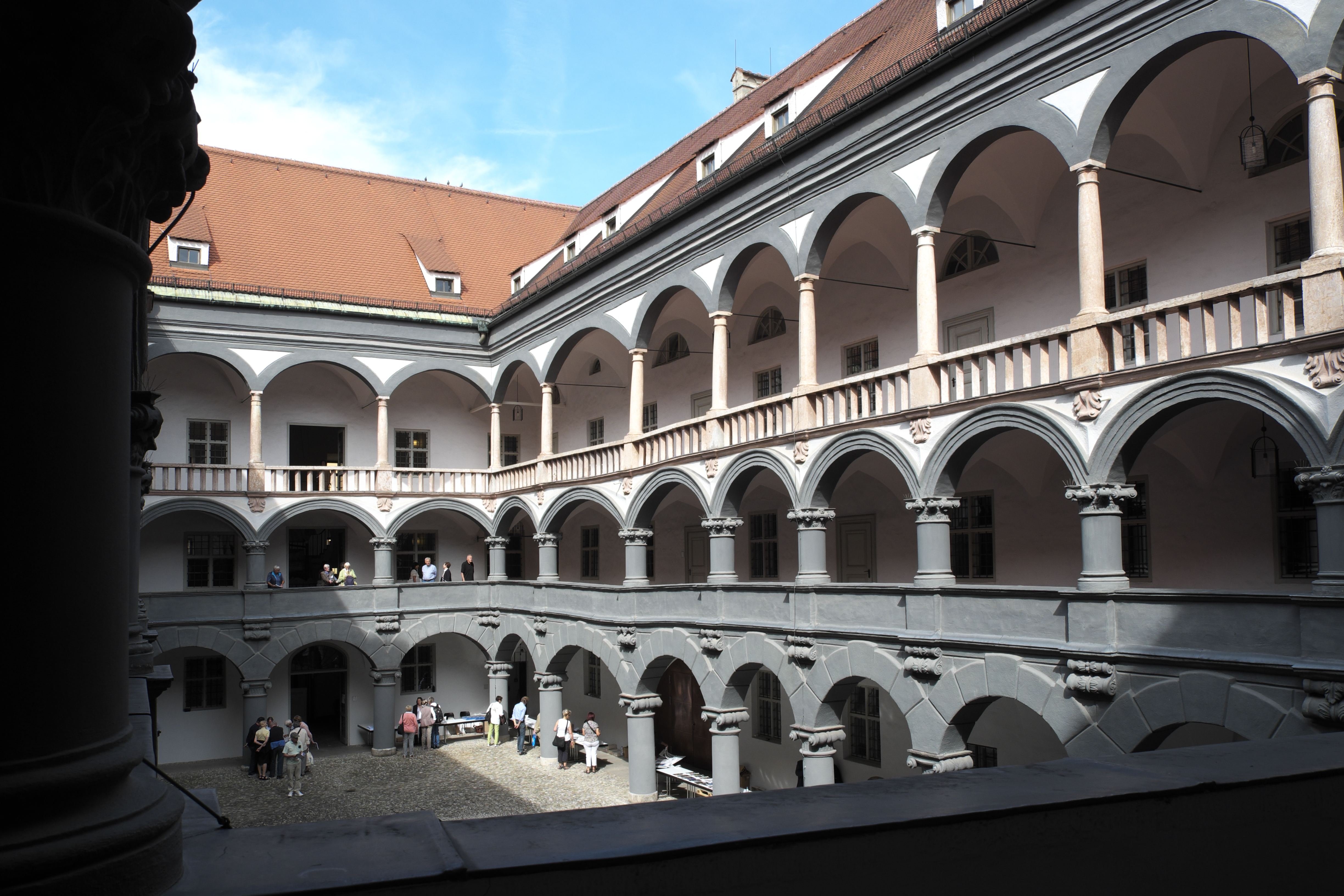
Sog. „Alte Münze“, Sitz des BLfD

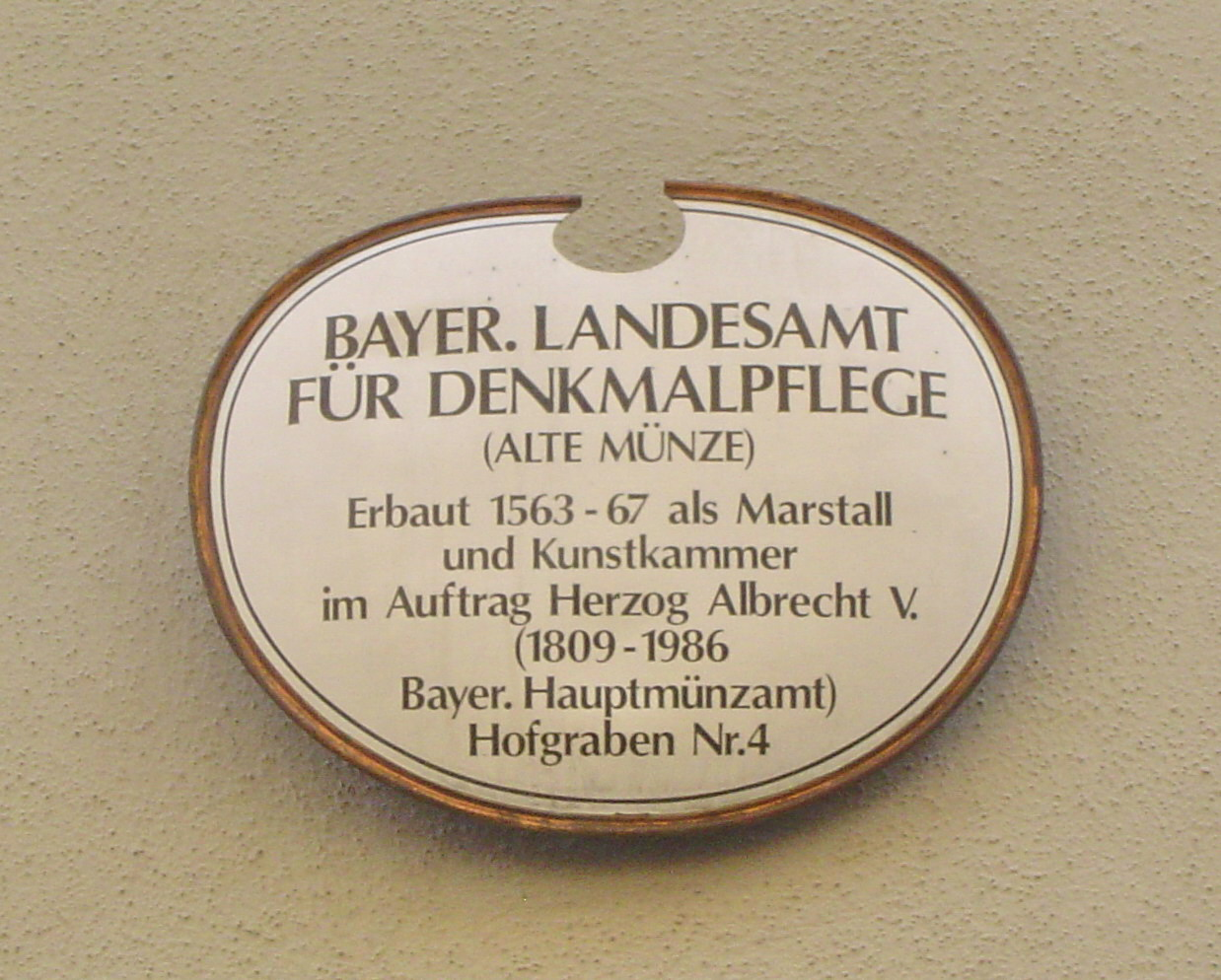
München, Hofgraben, Alte Münze, Infotafel

Eine neue Epoche der bayerischen Denkmalpflege begann mit Torsten Gebhard (1963–1974), der neben dem Ministerialrat Wolfgang Eberl und dem Abgeordneten Erich Schosser an der Vorbereitung und fachlichen Entwicklung des Bayerischen Denkmalschutzgesetzes von 1973 maßgeblich mitwirkte. Die Ernennung des Kunstgeschichtlers und Archäologen Michael Petzet (1974–1999) zum Generalkonservator am 26. März 1974 war ein Politikum; sie wurde im Rahmen der Rivalität zwischen dem CSU-Vorsitzenden Franz Josef Strauß und dem bayerischen Ministerpräsidenten Alfons Goppel instrumentalisiert. Unter Petzet erhielt das Amt in vielerlei Hinsicht ein neues Gesicht. Das Denkmalschutzgesetz bescherte einen massiven Personalzuwachs und ständig steigende Fördermittel, die 1990 mit 90 Millionen DM ihren Höhepunkt erreichten. 1979 kam es zur Einrichtung des Zentrallabors. Die archäologischen Dienststellen in Nürnberg und Thierhaupten wurden eingerichtet, ebenso das dortige Bauteile-Archiv. Seit 1975 war in Schloss Seehof bei Bamberg die schwerpunktmäßig für Unter- und Oberfranken zuständige Dienststelle des Bayerischen Landesamts für Denkmalpflege ansässig, in München bezog das Amt das repräsentative Dienstgebäude der Alten Münze. Archäologische Großgrabungen und die Prospektion mit Luftbild und Magnetometer steigerten den Ruf der bayerischen Bodendenkmalpflege, das Publikationswesen gewann an Bedeutung. 1989 kam die Museumsbetreuung, die 1979 dem Bayerischen Nationalmuseum zugeordnet worden war, als Landesstelle für die nichtstaatlichen Museen beim Bayerischen Landesamt für Denkmalpflege wieder zum Amt zurück. Restaurierungen, vor allem der großen und bedeutenden barocken Kirchen wurden intensiv vom Landesamt betreut. Aufwändige Rekonstruktionen wie die Hundinghütte König Ludwigs II. und Teilrekonstruktionen wie der Hirsvogelsaal in Nürnberg trafen den Geschmack und weckten das Interesse des Publikums.
Noch früher als die Geisteswissenschaften geriet die Denkmalpflege seit 1990 in einen zunehmenden Begründungs- und Rechtfertigungszwang. Seit 1990 verringerten sich die operativen Mittel des Landesamtes für Denkmalpflege deutlich. 1990 betrugen die Zuschussmittel 23 Millionen Euro, 1995 unterschritten sie die 15 Millionen, 2000 sanken sie auf unter 10 Millionen und landeten 2007 bei 3 Millionen. Erst das Jahr 2008 brachte eine spürbare Steigerung, die sich 2010 fortsetzte. Daneben geriet der staatliche Denkmalschutz unter den Druck der allgemeinen Deregulierung der Baugesetze und der Denkmalschutzgesetze.
Der Nachfolger von Michael Petzet, Generalkonservator Egon Johannes Greipl (im Amt von 1. November 1999 bis 30. November 2013) erhielt den Auftrag zu einer umfassenden Reform des BLfD. Die zahlreichen Referate und Abteilungen wurden zu vier fachlichen Organisationseinheiten und vier Stabsstellen zusammengefasst: Praktische Denkmalpflege: Bau- und Kunstdenkmäler (Abteilung A), Praktische Denkmalpflege: Bodendenkmäler (Abteilung B), Denkmalerfassung und Denkmalforschung (Abteilung Z) und Museumsbetreuung / Landesstelle für die nichtstaatlichen Museen (LST). Die zentralen Dienste in den Stabsstellen waren nun: Justitiariat (G 1), Presse- und Öffentlichkeitsarbeit, Aus- und Fortbildung (G 2), Informations- und Kommunikationstechnik (G 3), Haushalt, Personal, Innere Dienste, Förderwesen (G 4). Im neuen, vom Begriff der Dienstleistung bestimmten Leitbild des Bayerischen Landesamtes für Denkmalpflege liegt der Schwerpunkt auf dem Sammeln, Verarbeiten und Vermitteln denkmalrelevanter Informationen. Die 2003 abgeschlossene Reform folgte dem neuen Ansatz der integralen Denkmalpflege und sah von der strikten Trennung zwischen Bau- und Bodendenkmälern ab.
Die Bodendenkmalpflege in Bayern wandelte sich ab 2003 zu einer beratenden und vermittelnden Behörde in allen Fragen des Denkmalmanagements. Das Schwinden finanzieller Ressourcen führte zu einer verstärkten Durchsetzung des Veranlasserprinzips und zur Etablierung von privaten Grabungsfirmen.

Die Denkmalerfassung in Bayern folgt seit 2001 ebenfalls dem Leitbild der integralen Denkmalpflege. Sämtliche Objekte der Erfassung, Erforschung und Dokumentation in der Bau- und Bodendenkmalpflege werden in der gemeinsamen Bayerischen Denkmalliste geführt. Seit 2006 wird die Denkmalkenntnis im Rahmen des Projektes Nachqualifizierung und Revision der Bayerischen Denkmalliste aktualisiert und durch die Nutzung geobasierter, digitaler Darstellungs- und Vermittlungsformen auf den zeitgemäßen Stand gebracht. Am 16. Oktober 2007 ging der in enger Zusammenarbeit mit dem Bayerischen Landesamt für Vermessung und Geoinformation entwickelte BayernViewer-Denkmal ins Netz. Seither ist es möglich, per Internet ständig aktualisierte Informationen über die Denkmäler abzurufen. Die Revision und Nachqualifizierung der Bayerischen Denkmalliste liefert den jeweils aktuellen Stand der Denkmalwerte (Denkmalstatus). Das Ergebnis ist also keineswegs statisch. Im Rahmen der Revision und Nachqualifizierung werden leer stehende Baudenkmäler und augenscheinlich im Bestand gefährdete Bau- und Bodendenkmäler eigens erfasst. Dies ist ein wesentlicher Beitrag, dass Denkmalschutz und Denkmalpflege aus der reaktiven in eine aktive, von strategischen Überlegungen und Schwerpunktbildung geleitete Rolle wechseln können.
2008 feierte das Landesamt sein hundertjähriges Bestehen mit einer Veranstaltungsreihe (u. a. Vorträge und Ausstellungen in Würzburg, Regensburg, Bamberg, Nürnberg, München, Passau und Augsburg).
Seit 1. März 2014 ist Mathias Pfeil Generalkonservator des Bayerischen Landesamtes für Denkmalpflege.

## Amtsleitung
Generalinspectoren und Direktoren des Bayrischen Nationalmuseums in Personalunion:
- 1868–1885 Jakob Heinrich von Hefner-Alteneck
- 1885–1897 Wilhelm Heinrich Riehl
- 1897–1907: Hugo Graf

Generalkonservatoren:
- 1908–1929: Georg Hager
- 1929–1950: Georg Lill
- 1950–1957: Joseph Maria Ritz
- 1957–1963: Heinrich Kreisel
- 1963–1974: Torsten Gebhard
- 1974–1999: Michael Petzet
- 1999–2013: Egon Johannes Greipl
- seit 2014: Mathias Pfeil[7]

## Aufgaben
Die Aufgaben des Bayerischen Landesamts für Denkmalpflege (BLfD) sind im Bayerischen Denkmalschutzgesetz (Art. 12) festgelegt:
- Das BLfD ist die staatliche Fachbehörde in allen Fragen von Denkmalschutz und Denkmalpflege, es ist dem Staatsministerium für Wissenschaft und Kunst direkt untergeordnet.
- Dem BLfD obliegt die Denkmalpflege und die Mitwirkung beim Denkmalschutz.
- Es wirkt zudem beim Vollzug des Gesetzes und anderer einschlägiger Vorschriften und Bestimmungen mit.
- Aufgabe des BLfD ist die Herausgabe von Richtlinien zur Pflege der Denkmäler.
- Das BLfD sichert die Erstellung und Fortführung der Inventare und der Denkmalliste.
- Das BLfD kümmert sich um die Konservierung und Restaurierung von Denkmälern, soweit dies nicht von anderen staatlichen Stellen durchgeführt wird.
- Zu den Aufgaben des BLfD gehören zudem die fachliche Beratung und die Erstellung von Gutachten in allen Angelegenheiten von Denkmalschutz und Denkmalpflege.
- Das BLfD überwacht Ausgrabungen und die Erfassung aller anfallenden Bodendenkmäler.
- Das BLfD ist auch für die Fürsorge für Heimatmuseen und ähnliche Sammlungen, die nicht vom Staat verwaltet werden, zuständig.
- Das BLfD kann vom Staatsministerium für Wissenschaft und Kunst weitere einschlägige Aufgaben zugewiesen bekommen.

Beim Staatsministerium für Wissenschaft und Kunst wird außerdem der Landesdenkmalrat berufen. Ihm gehören Vertreter von Parteien, Kommunen, Kirchen, privaten Denkmaleigentümern, Architekten, die Akademie der Schönen Künste, des Landesvereins für Heimatpflege sowie Sachverständige aus dem Bereich der Kunstgeschichte und der Vor- und Frühgeschichte an.
Der Vollzug des Denkmalschutzgesetzes obliegt auch den Unteren Denkmalschutzbehörden bei Landratsämtern, kreisfreien Gemeinden, Großen Kreisstädten und einigen kreisangehörigen Gemeinden, die das Recht zur Einrichtung einer eigenen Unteren Denkmalschutzbehörde verliehen bekommen haben.

## Dienststellen

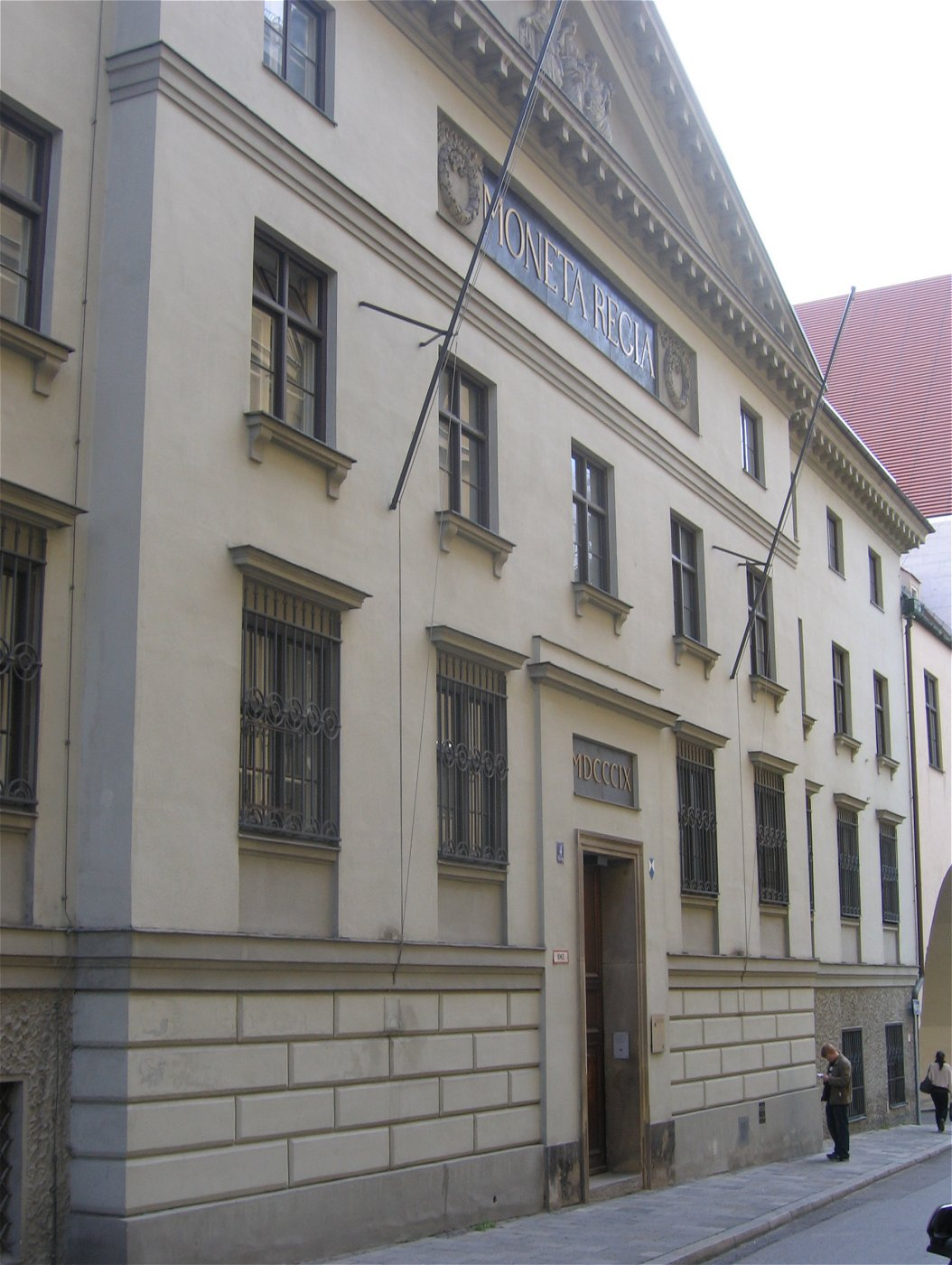
Dienstgebäude des Bayerischen Landesamtes für Denkmalpflege in München, Hofgraben 4 (Teilansicht)

Der Hauptsitz des Bayerischen Landesamtes befindet sich in München (Alte Münze, Alter Hof), weitere Dienststellen sind in Memmelsdorf (Schloss Seehof), Nürnberg, Regensburg und Thierhaupten angesiedelt:

### Schloss Seehof
Das Schloss Seehof in Memmelsdorf bei Bamberg, errichtet in den Jahren 1687–96, war die ehemalige Sommerresidenz der Bamberger Fürstbischöfe. 1975 kaufte der Freistaat Bayern das Anwesen mit seiner imposanten Gartenanlage. Seit 1976 nutzt das Bayerische Landesamt einen Teil der Räumlichkeiten, die der Bayerischen Schlösserverwaltung unterstehen. In der Dienststelle Seehof sind das Referat A IV, zuständig für praktische Baudenkmalpflege in Ober- und Unterfranken, das Referat Steinrestaurierung (A V), das Referat B IV, betraut mit der praktischen Bodendenkmalpflege in Ober- und Unterfranken sowie Teile des Referates Restaurierung Archäologie (B V) und die für Ober- und Unterfranken zuständigen Teile der Referate Z I (Denkmalliste), Z II (Siedlungs- und Kulturlandschaftsdokumentation) sowie Z III und IV (Dokumentationswesen und Publikationswesen) untergebracht.

### Dienststelle Nürnberg
Die Dienststelle Nürnberg befindet sich seit 1990 im ehemaligen Burgamtmannsgebäude auf der Nürnberger Kaiserburg. Das im Jahr 1428 auf den abgebrochenen Resten der ehemaligen Burggrafenburg errichtete Amtshaus wurde als eines von wenigen Gebäuden auf der Nürnberger Burg von den Bomben des Zweiten Weltkriegs verschont. Nach behutsamer, denkmalgerechter Sanierung und Modernisierung sind dort die Büro- und Lagerräume des für Mittelfranken und Schwaben zuständigen Teils des Referates Praktische Bodendenkmalpflege (B III) untergebracht.

### Dienststelle Regensburg
Die Dienststelle Regensburg befindet sich am östlichen Eckpunkt der Regensburger Altstadt in der Königlichen Villa, die auf Wunsch König Maximilian II. in den Jahren 1854–56 auf der alten Stadtbefestigung errichtet wurde. Dieses Baudenkmal enthält seit 2007 die Räumlichkeiten für die Regensburger Dienststelle. Dort befinden sich Teile des Referats B II, zuständig für die praktische Bodendenkmalpflege in der Oberpfalz und in Niederbayern, Teile des Referats B V (Restaurierung archäologischer Funde, dendrochronologisches Labor) sowie Teile der Referate Z I (Bayerische Denkmalliste, Denkmaltopographie Niederbayern und Oberpfalz) und Z II (Siedlungs- und Kulturlandschaftsdokumentation).

### Dienststelle Thierhaupten
Das 1803 säkularisierte Kloster Thierhaupten in Bayerisch-Schwaben ist Sitz einer weiteren Dienststelle des BLfD mit Teilen des Referats A V, zuständig für die Restaurierung von Bau- und Kunstdenkmälern, des für Mittelfranken und Schwaben zuständigen Referats B III (praktische Bodendenkmalpflege), des Referats B V (Restaurierung Archäologie und dendrochronologisches Labor) sowie Teilen des für die Bayerische Denkmalliste und die Denkmaltopographien zuständigen Referats Z I. Zudem sind in den ehemaligen Klostergebäuden das Bauteile-Archiv des BLfD sowie eine zusammen mit dem Bezirk Schwaben betriebene Fortbildungsstätte für das Handwerk eingerichtet.

## Internationale Zusammenarbeit
Das BLfD ist ein gesuchter Partner in der internationalen Zusammenarbeit der Denkmalpfleger. Die Anfänge liegen in den 1970er Jahren. Das Bayerische Landesamt für Denkmalpflege beteiligte sich mit einer Ausstellung zur Restaurierung historischer Innenräume an einer Tagung in Verona, richtete eine Expertentagung zu Steinkonservierung und Verputz in Augsburg aus und nahm an einer Tagung über Grabdenkmäler in Trient teil. Im Zuge der allmählichen Öffnung der Volksrepublik China kam es zu einer Kooperation im Bereich der Restaurierung der Terrakottaarmee in Lintong und der Höhlentempel des Großen Buddhas im Kloster Dafosi. Hilfe zur Selbsthilfe war das Konservierungsprojekt der Grabfassaden der jordanischen Stadt Petra und der Altstadt von Sana’a im Jemen. In der Kooperation mit Japan ging es um die materialspezifischen Analysen von japanischen und europäischen Lackarbeiten. 2001 und 2002 reisten Geophysiker des Bayerischen Landesamts für Denkmalpflege in den Irak, um das Areal der historischen Stadt Uruk zu erforschen. Das Bayerische Landesamt für Denkmalpflege trug Ende 1992 zur Bergung von Ausstattungsstücken aus zerstörten Kirchen im kriegszerstörten Kroatien und zum Aufbau des Restaurierungszentrums in Schloss Ludbreg bei. Im Zuge des bayerisch-ukrainischen Kulturabkommens wurde die Instandsetzung von Schloss Katschanivka begonnen. Von 2001 bis 2007 bestand eine Kooperation mit der Polytechnischen Universität Lemberg (Lviv), bei der ukrainische Studierende und Wissenschaftler vom Bayerischen Landesamt für Denkmalpflege in Theorie und Praxis der Denkmalpflege geschult wurden. In der Tschechischen Republik finden seit 1991 jährliche Museums-Fachtagungen statt, in Krumau wurde die konservatorische Sicherung eines für die böhmisch-bayerische Geschichte hochinteressanten Bestandes von ca. 200.000 Glasplattennegativen vorangebracht. Seit 2004 ist das Bayerische Landesamt für Denkmalpflege am Projekt EU-ARTECH beteiligt, das sich der Konservierungstechnologie widmet.

## Veröffentlichungen
Die Kunstdenkmäler von Bayern, ursprünglich Die Kunstdenkmäler des Königreichs Bayern, sind eine 1887 gegründete kunsttopographische Buchreihe zur Inventarisation der wichtigsten Kunst- und Kulturdenkmäler Bayerns und der bayerischen Pfalz. Sie war lange die wichtigste Publikation des Denkmalamtes und deckt große Teile von Bayern ab, wird aber heute nur mehr punktuell in Bamberg fortgesetzt. Daneben werden einzelne Denkmäler, bisher die Dome in Augsburg und Regensburg (seit 2010) sowie der Jüdische Friedhof Georgensgmünd in ausführlicher Form dargestellt.
Vom Landesamt wird die kunsttopographische Buchreihe Denkmäler in Bayern herausgegeben. Sie ist eine in Buchform aufbereitete und mit Bildern versehene Ausgabe der Denkmalliste. Nach einer 1985–1991 erschienenen Ausgabe in sieben Bänden für die sieben Regierungsbezirke (Band 1 (Oberbayern) in zwei Teilbänden, einer davon für die Landeshauptstadt München) in der für die einzelnen Denkmäler nur stichwortartige Erläuterungen enthalten sind, wird derzeit an einer Ausgabe in 96 Bänden (für die 71 Landkreise und 25 Kreisfreien Städte) gearbeitet mit einer kurzen Beschreibung und einer Abbildung jeden Denkmals.
Des Weiteren gibt das Amt die archäologische Fachzeitschrift Bericht der bayerischen Bodendenkmalpflege und seit 1981 in Zusammenarbeit mit der Gesellschaft für Archäologie in Bayern Das archäologische Jahr in Bayern heraus. Ebenso wird die Zeitschrift Denkmalpflege Informationen herausgegeben.